# Bugula aquilirostris
Bugula aquilirostris är en mossdjursart som beskrevs av Ryland 1960. Bugula aquilirostris ingår i släktet Bugula och familjen Bugulidae. Inga underarter finns listade i Catalogue of Life.